# Mauro Masi (pittore)
Mauro Masi (Potenza, 6 dicembre 1920 – Roma, 3 marzo 2011) è stato un pittore italiano.

## Biografia e attività artistica
Potentino, insegnò francese a Rivello, paese al quale rimase legato per tutta la vita e di cui divenne cittadino onorario nel 2000. Combatté nella seconda guerra mondiale e visse l'esperienza della prigionia in un campo di concentramento della Germania nazista. Negli ultimi anni di vita si stabilì a Roma, dove visse fino alla morte avvenuta nel 2011. È sepolto a Rivello.
La sua pittura, influenzata dall'impressionismo francese e da Cézanne in particolare, ma anche da Klee e Matisse, trovò nei cromatismi stemperati dell'acquarello un mezzo per raffigurare la campagna lucana, tema prediletto e del quale Masi è considerato un importante interprete.
L'attività espositiva lo portò in diverse città italiane e straniere (Bochum e Houston). Nel 2013 gli fu dedicata una retrospettiva a Rivello.